# Doolittle-raidet
Doolittle-raidet fandt sted 18. april 1942 og var det første amerikanske angreb på det japanske fastland under 2.verdenskrig.
Angrebet blev ledet af oberstløjtnant James Harold Doolittle og blev udført med 16 mellemtunge B-25-bombefly fra hærens luftvåben, der lettede fra hangarskibet USS Hornet (Task Force 18), som lå 1.050 km øst for Japan.
Det var usædvanligt, at fly fra hæren blev sendt af sted fra flådens skibe.
Efter angrebet skulle gruppen af bombefly lande i den venligtsindede del af Kina.
Fordi Task Force 18 blev opdaget af et japansk orlogsfartøj, måtte planerne ændres. Bombeflyene blev sendt af sted 10 timer før planen, men da man var 275 km længere væk fra Japan end planlagt, manglede de brændstof.
Missionen blev dog gennemført. Flyene fløj mod Japan i meget lav højde for at undgå opdagelse. De nåede Japan omkring kl. 12 lokal tid og øgede flyvehøjden til 460m (1.500 fod) og bombede 10 militære og industrielle mål i Tokyo, to i Yokohama og et i hver af byerne Yokosuka, Nagoya, Kobe, and Osaka. B-25’erne blev udsat for let antiluftskyts og angreb fra enkelte japanske jagerfly (japanske Ki-45kere og en prototype Ki-61’er), men ingen fly blev skudt ned.
Grundet brændstofmangel kunne flyene imidlertid ikke nå til de planlagte baser i Kina og
15 af flyene faldt ned, størstedelen af besætningerne sprang ud med faldskærm i den af japanerne okkuperede del af Kina, medens et fly nødlandede intakt i Sovjetunionen tæt ved Vladivostok.
Tre tilfangetagne amerikanere blev henrettet af japanerne, medens fem blev holdt i fangenskab; én døde inden krigens afslutning. Tre andre blev dræbt under landingsforsøgene, og de fem, der landede i Sovjetunionen, blev interneret, da USSR ikke var i krig med Japan. Flyet blev konfiskeret. 64 blev hjulpet af kinesiske partisaner og vendte tilbage til USA. Mange civile kinesere blev dræbt pga. repressalier fra de japanske besættelsesstyrker.
Raidet forårsagede ikke de store skader, men det forbedrede den amerikanske moral og viste japanerne, at USA havde muligheden for at ramme Japan. Det førte også til, at japanerne valgte at trække flystyrker tilbage fra Stillehavet for at beskytte selve Japan.
Doolittle var overbevist om, at tabet af 16 fly og de minimale skader, raidet havde forårsaget, ville bringe ham for en krigsret. I stedet blev han udnævnt til brigadegeneral og fik den højeste amerikanske orden, Congressional Medal of Honor, af præsident Roosevelt. General Doolittle blev chef for diverse af USAAF's luftflåder i løbet af krigen.
Den japanske, engelsksprogede propaganda-radio Tokyo Rose bagatelliserede angrebet som Do-Nothing-raidet (Gjorde-Ingenting-raidet).